# Stade Carlo Angelo Luzi
Le Stade Carlo Angelo Luzi (en italien : Stadio Carlo Angelo Luzi) est un stade de football italien situé dans la ville de Gualdo Tadino, en Ombrie.
Le stade, doté de 4 000 places et inauguré en 1986, sert d'enceinte à domicile à l'équipe de football du Foligno Calcio.
Il porte le nom de Carlo Angelo Luzi, entrepreneur, et président du Gualdo Casacastalda entre 1951 à 1974, année de sa mort.

## Histoire
Le stade ouvre ses portes en 1986. Il est inauguré lors d'une rencontre entre les locaux du Gualdo Casacastalda et de l'ASD Pontevecchio (lors d'un match comptant pour le premier match à domicile du championnat de promotion ombrien).
Le record d'affluence au stade est de 4 500 spectateurs lors d'une rencontre entre le Gualdo Casacastalda et l'US Nocerina le 18 juin 1995.
Il s'agit du cinquième plus grand stade de la province, divisé en quatre secteurs, la tribune centrale (en partie couverte), l'escalier est (construit en 1994 à l'occasion du match Gualdo-Sienne, correspondant aux débuts du club en Serie C1), le virage et l'escalier ouest, ce dernier servant de secteur reservé aux supporters des équipes extérieures.